# 罗维德之家

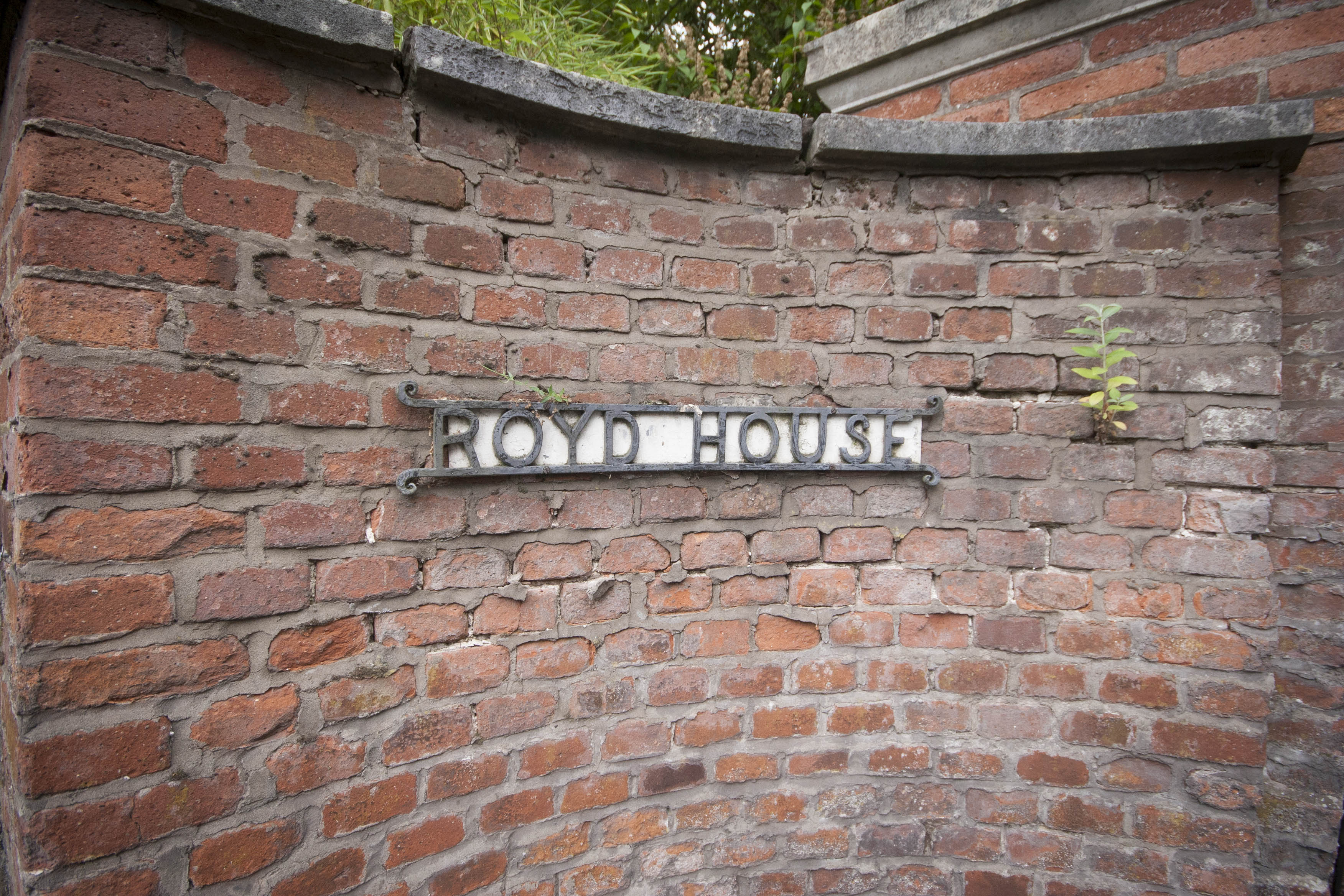
罗维德之家標誌

罗维德之家（英語：Royd House）是一座位于英国大曼彻斯特郡的I级登录建筑。是特拉福德的6座I级登录建筑之一，高2层楼。它有一个凹形的外观，有一些波特兰的红石和兰开夏郡砖块。